# Falkenberg (Elster)
Falkenberg is een plaats in de Duitse deelstaat Brandenburg, gelegen in het Landkreis Elbe-Elster. De stad telt 6.317 inwoners.

## Geografie
Falkenberg/Elster heeft een oppervlakte van 81,79 km² en ligt in het oosten van Duitsland.